# Stenodynerus lindemanni
Stenodynerus lindemanni är en stekelart som först beskrevs av Cameron 1908.  Stenodynerus lindemanni ingår i släktet smalgetingar, och familjen Eumenidae. Inga underarter finns listade i Catalogue of Life.